# Raufußkauz

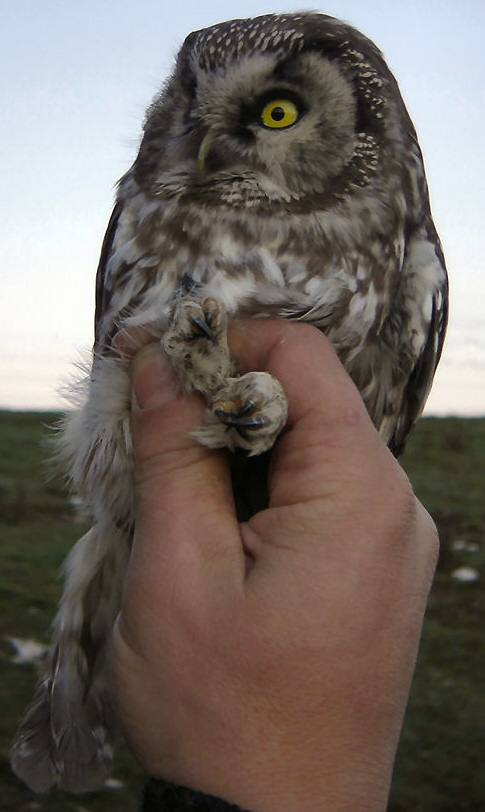
Gut sind die befiederten Zehen erkennbar

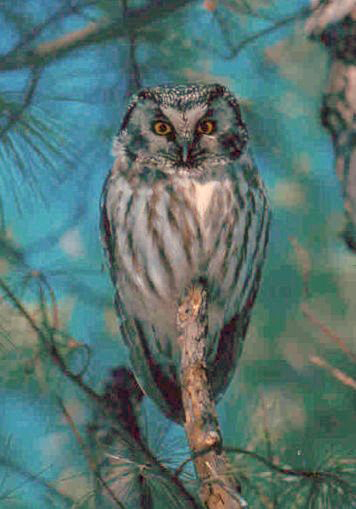
Ein Raufußkauz

Der Raufußkauz (Aegolius funereus), in älteren Publikationen Rauhfußkauz, ist eine kleine Eule aus der artenarmen Gattung Aegolius, der darüber hinaus drei weitere in Nord-, Mittel- und Südamerika beheimatete Arten angehören. Die streng nachtaktive Art bewohnt den holarktischen borealen Nadelwaldgürtel sowie inselartig aufgesplittert Mittelgebirgs- und Gebirgslagen in Europa, Asien und Nordamerika. In letzter Zeit wurde in Mitteleuropa eine starke Ausbreitungstendenz in Niederungslagen festgestellt.
Der Raufußkauz bewohnt alte Nadelwälder oder nadelholzdominierte Mischwälder. Selten kommt er auch in reinen Laubwäldern vor. Er ist wie die meisten Eulen Höhlenbrüter und somit auf natürliche Baumhöhlen oder Höhlen größerer Spechtarten wie Schwarzspecht oder Helmspecht angewiesen. Seine Nahrung besteht überwiegend aus Nagetieren, zu einem kleineren Teil aus Vögeln.
Derzeit werden meist fünf Unterarten beschrieben, von denen keine in einer Gefährdungsstufe der IUCN aufscheint.

## Aussehen
Die mit einer Körperlänge von 24 bis 26 Zentimetern etwa steinkauzgroße Eule ist gut bestimmbar. Die Spannweite beträgt 53 bis 60 Zentimeter. Die Geschlechter unterscheiden sich zwar im Gewicht deutlich (♂ um die 115 Gramm, ♀ bis 200 Gramm), nicht aber im Aussehen; allerdings sind die Weibchen etwas größer.
Auffallend ist der große Kopf mit dem hellen Gesichtsfeld und dem schwarz gerandeten Gesichtsschleier. Es entsteht dadurch der Eindruck „eines erstaunten Gesichtsausdrucks“. Federohren sind nicht vorhanden. Die Iris der Augen ist leuchtend gelb, unter den Augen befindet sich beiderseits des Schnabels eine dunkle, strichartige Federzeichnung. Das braune Gefieder der Oberseite ist mit deutlichen, perlartigen weißen Punkten übersät. Die Unterseite ist hellgrau und weist eine graubraune Fleckung und verwaschene Längsstreifung auf. Die kurzen Füße sind bis zu den Krallen weiß befiedert, wodurch die Eule ihren deutschen Namen erhielt.
Jungvögel sind einheitlicher dunkelbraun gefärbt, die weißen Pünktchen kontrastieren noch weniger mit dem dunklen Gefieder. Die Augenbrauen sowie der „Bartstreifen“ sind dabei auffällig weiß gefärbt.

## Stimme
Der Gesang des Raufußkauzes ist unverkennbar: Er besteht aus vier bis zehn sehr schnell gereihten Flötenelementen auf „u(ü)“, die in der Höhe ansteigen, zaghaft beginnen und deutlich lauter werden und am Ende rein und tönend „uuü“ klingen. Der Gesang ist bei guten Bedingungen bis zu 2000 Meter weit hörbar und erinnert in der Tonfärbung stark an den Klang einer Okarina. Daneben gibt es noch verschiedene weitere Rufe, vor allem ein waldkauzähnliches „Kjuwitt“. Seltener sind Instrumentallaute wie Schnabelknappen und Flügelklatschen zu hören.
Die Gesangsaktivität beginnt erst mit der völligen Dunkelheit und kann mit einer Unterbrechung in der Nachtmitte bis in die Morgendämmerung anhalten. Der erste Gesangsgipfel liegt in Mitteleuropa im Monat Januar; während der Herbstbalz ist diese Art stimmlich nicht sehr auffällig. Am häufigsten ist der Raufußkauz während der Hauptbrutzeiten im April und Mai zu hören. Die stimmliche Aktivität der Art ist aber insgesamt nicht sehr hoch und kann bei Anwesenheit von Fressfeinden, insbesondere des Waldkauzes (Strix aluco), fast völlig eingestellt werden. Ruf eines Raufußkauz-Männchens:

## Verbreitung

Verbreitung des Raufußkauzes:
Ganzjähriges Vorkommen
Überwinterungsgebiete

Die Art ist in weiten Teilen der Holarktis verbreitet, wobei sich das Verbreitungsgebiet durch den holarktischen Nadelwaldgürtel von Europa, Asien und Nordamerika zieht. Einige südlich davon vorkommende Populationen werden als Reliktvorkommen aus der letzten Eiszeit betrachtet. Insgesamt werden sieben Unterarten beschrieben, sechs davon leben in Eurasien, eine im nördlichen Nordamerika. Die Unterarten sind im Aussehen wenig differenziert; nach Osten hin werden die Weißzeichnungen der Individuen deutlicher und deren Gefieder dadurch heller, auch die Größe der Unterarten nimmt nach Nordosten etwas zu. Die amerikanische Unterart Ae. f. richardsoni ist dagegen wieder dunkler und ähnelt stärker der Nominatform.
Sechs dieser Unterarten brüten in einem breiten Gürtel von Skandinavien, dem Baltikum, weiten Teilen Russlands, Sibiriens, der Mongolei und Nordostchinas bis zum Pazifik (Kamtschatka und Sachalin).
Dabei lebt die Nominatform Ae. f. funereus in Europa ostwärts bis an den Ural, daran schließen sich in Nordasien die Verbreitungsgebiete von Ae. f. pallens und Ae. f. magnus an. In Zentralasien ist vor allem Ae. f. sibiricus vertreten. Geografisch isoliert gibt es einige Gebirgspopulationen im Kaukasus (Ae. f. caucasicus) sowie im Tianshan (Ae. f. beikianus). Das Brutgebiet der nordamerikanischen Unterart Ae. f. richardsoni erstreckt sich vom Atlantik bis zum Pazifik und umfasst in einem unterschiedlich breiten Gürtel im Wesentlichen das mittlere und südliche Kanada. An einigen Stellen reicht die Verbreitung bis tief in die Vereinigten Staaten, im Nordwesten erreicht die Unterart Alaska.
Das Brutgebiet von Ae. f. funereus ist in Mitteleuropa inselartig aufgegliedert und im Wesentlichen auf Mittelgebirgs- und alpine Lagen bis zur Baumgrenze beschränkt. Die Art ist auch in den Karpaten sowie in einigen Waldinseln des Dinarischen Gebirges, in Nordgriechenland sowie als westlichstes Vorkommen in den Pyrenäen nachgewiesen. In Nordostfrankreich, Ostbelgien, den Niederlanden sowie manchen Teilen Norddeutschlands und Polens werden in zunehmendem Maße Tieflandgebiete besiedelt. Das geschlossene Brutgebiet beginnt in Südschweden und erstreckt sich in einem breiten Gürtel bis zum Ural. In Finnland erreicht die Verbreitung 70°N und zieht sich in weiterer Folge in einem breiten Streifen zwischen ~ 50°N und dem Polarkreis nach Osten, südlich davon liegen noch einige Verbreitungsinseln in den Mittelrussischen Höhenzügen, dem Krimgebirge sowie an der Schwarzmeerküste der Türkei (Pontisches Gebirge).

## Lebensraum
Als Lebensraum werden große, alte und zusammenhängende Wälder vor allem mit Tannen, Fichten und Buchen, zuweilen auch Kiefern bevorzugt. Seltener brütet die Art in reinen Buchenwäldern; sie kommt aber auch in lichten Lärchenwäldern und aufgelockerten Birkengehölzen vor. In Nordamerika bevorzugt die Art Bestände mit Schwarzfichte und Weißfichte, durchsetzt mit Pappeln, Birken und Balsam-Tannen. In höheren Lagen ist er bevorzugt in Wäldern mit Felsengebirgs-Tannen und Engelmann-Fichten anzutreffen. Die oft behauptete exklusive Bindung der Art an die Fichte besteht nicht. Das Brutrevier muss neben einem ausreichenden Nahrungsangebot auch genügend Bruthöhlen, insbesondere Schwarzspechthöhlen, in Nordamerika Höhlen des Goldspechtes und des Helmspechtes aufweisen. Deckungsreiche Tagesunterstände müssen leicht erreichbar sein und freie Jagdflächen, wie beispielsweise Waldlichtungen oder Aufforstungen zur Verfügung stehen.
Eine starke Präsenz von Fressfeinden (Baummarder, Waldkauz, Uhu, in Nordamerika vor allem Streifenkauz und Fleckenkauz sowie verschiedene Mustelidae, vor allem der Fichtenmarder) verhindert die Neuansiedlungen und kann zur Aufgabe von Brutplätzen führen.
Als boreale Art liegen in Mitteleuropa die Schwerpunkte der vertikalen Verbreitung zwischen 800 und 2000 Metern, doch werden auch in Mitteleuropa Tieflagenbruten häufiger, zum Beispiel in der Lüneburger Heide, im südlichen Brandenburg, im Wienerwald (330 m), oder in der Nähe Münchens (520 m). Besonders deutlich wird die Besiedelung von Tieflandgebieten im Osten Deutschlands, wo bereits an die 15 % des gesamten Brutbestandes der Art auf Populationen entfallen, die in Habitaten unter 250 m ü. NN brüten. In den Rocky Mountains kommt der Raufußkauz bis in Höhen von 3000 Metern vor.

## Verhalten

### Nahrung und Nahrungserwerb

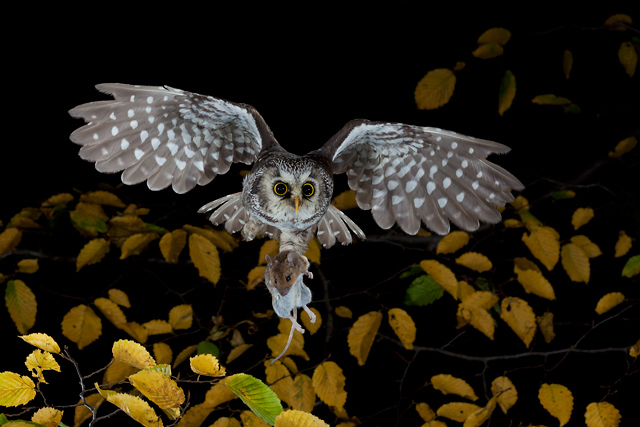
Raufußkauz mit erbeuteter Gelbhalsmaus

Der Raufußkauz ernährt sich ausschließlich animalisch. Seine Beute besteht aus kleinen Säugetieren, vor allem Nagetieren sowie in geringerem Maße aus Vögeln bis etwa Drosselgröße.
Wühlmäuse (Erdmaus- und Rötelmaus) sowie Echte Mäuse (Waldmaus- und Gelbhalsmaus) bilden in Mitteleuropa den Hauptanteil der Nahrung. Daneben werden auch Spitzmausarten sowie Bilche erbeutet. Im Säugetieranteil überwiegen die Wühlmäuse mit über 50 % am Gesamtanteil. Vogelknochen finden sich immer in den Gewöllen, doch ist ihr Anteil mit meist unter 9 % eher gering.
Die Art jagt vor allem während der Nachtstunden, nur in den nördlichsten Verbreitungsgebieten wurden (insbesondere an sehr trüben Tagen und während der Jungenaufzucht) auch Tagesjagden festgestellt. Der Raufußkauz ist ein Wartenjäger; Such- oder Verfolgungsjagden wurden nur selten beobachtet. Seine Beute ortet der Raufußkauz offenbar fast ausschließlich akustisch und schlägt sie nach einem Stoßflug am Boden. Diese extrem nächtliche Jagdweise wird vor allem durch die stark asymmetrische Anordnung der äußeren Gehörgänge ermöglicht, die bei vielen Eulenarten feststellbar, bei dieser Art jedoch besonders eindrucksvoll ausgeprägt ist. Die Beutetiere werden meist zerteilt, nur selten im Ganzen verschlugen, Vögel werden zumindest teilweise gerupft.
Während der Brutzeit legen Raufußkäuze Nahrungsdepots – vor allem in Schwarzspechthöhlen – an, die beträchtliche Mengen an Beutetieren umfassen können.

### Ruhe- und Komfortverhalten
Die Aktivitätsphase beginnt mit Einbruch der Dunkelheit und endet noch vor der Dämmerung. In Mitteleuropa unterbricht eine Pause um die Mitternacht diese Aktivität, in den kurzen nordeuropäischen Sommernächten fehlt diese Pause. Der fast lautlose Flug ist im Gegensatz zum Sperlingskauz oder Steinkauz geradlinig. Den Tag verbringt der Kauz auch während der Brutzeit meist in einem Unterstand, vor allem in dichten Nadelbäumen, in Körperkontakt zum Baumstamm. Nischen oder Baumhöhlen werden selten genutzt. Der Raufußkauz ruht im Stehen, indem er das Gefieder leicht aufplustert und den Kopf an den Körper zieht, in dieser Haltung lässt er sich im Winter teilweise auch vollständig einschneien.
Gelegentlich wird der Ruheplatz jedoch zur Gefiederpflege und zum Sonnenbaden verlassen (Komfortverhalten). Sehr häufig wird in Wasser oder in Schnee gebadet und Regenduschen kommen ebenfalls vor. Zum Sonnenbad setzt sich das Tier auf exponierte Äste und sträubt das Gefieder, manchmal spreizt es dabei die Flügel nach unten ab.

### Sozial- und Feindverhalten
Die Männchen sind in Mitteleuropa und besonders bei gutem Nahrungsangebot oft über die Brutzeit hinaus territorial, sonst sind sie umherstreifende Einzelgänger, die Weibchen neigen stärker zum Umherwandern. Selbst zur Brutzeit befinden sich die Tiere an unterschiedlichen Sitzplätzen, ohne Kontakt zum Partner zu halten. Die Territorien werden über Reviergesang markiert, die Verteidigung erfolgt durch Alarmrufe und Scheinattacken. Dabei sind die Grenzen allerdings relativ lose abgesteckt und die Aggressivität gegenüber Artgenossen ist eher gering. Soziale Interaktionen wie gegenseitiges Beknabbern oder gegenseitige Gefiederpflege wurden bisher nicht beobachtet.
Das Feindverhalten des Raufußkauzes besteht in erster Linie aus einer ausgeprägten Feindvermeidung. Auf ihrem Ansitzplatz sind die Käuze meistens gut versteckt und durch ihre Färbung getarnt, noch verstärkt durch ihre aufrechte Ruhestellung. Gebiete mit hohem Feinddruck, etwa durch Waldkäuze, werden allgemein gemieden. Nähert sich ein Feind, nimmt der Kauz zuerst eine Tarnstellung ein, bei der er sein Gefieder eng an den aufgereckten Körper presst und den Kopfschleier zu zwei Ohrenzipfeln aufstellt. Bei anhaltender Bedrohung kann diese Haltung in eine Drohstellung übergehen, bei der das Tier das Gefieder sträubt und die Augen weit aufreißt. Danach werden der Schwanzfächer und im Extremfall auch die Flügel breit gefächert.

## Fortpflanzung

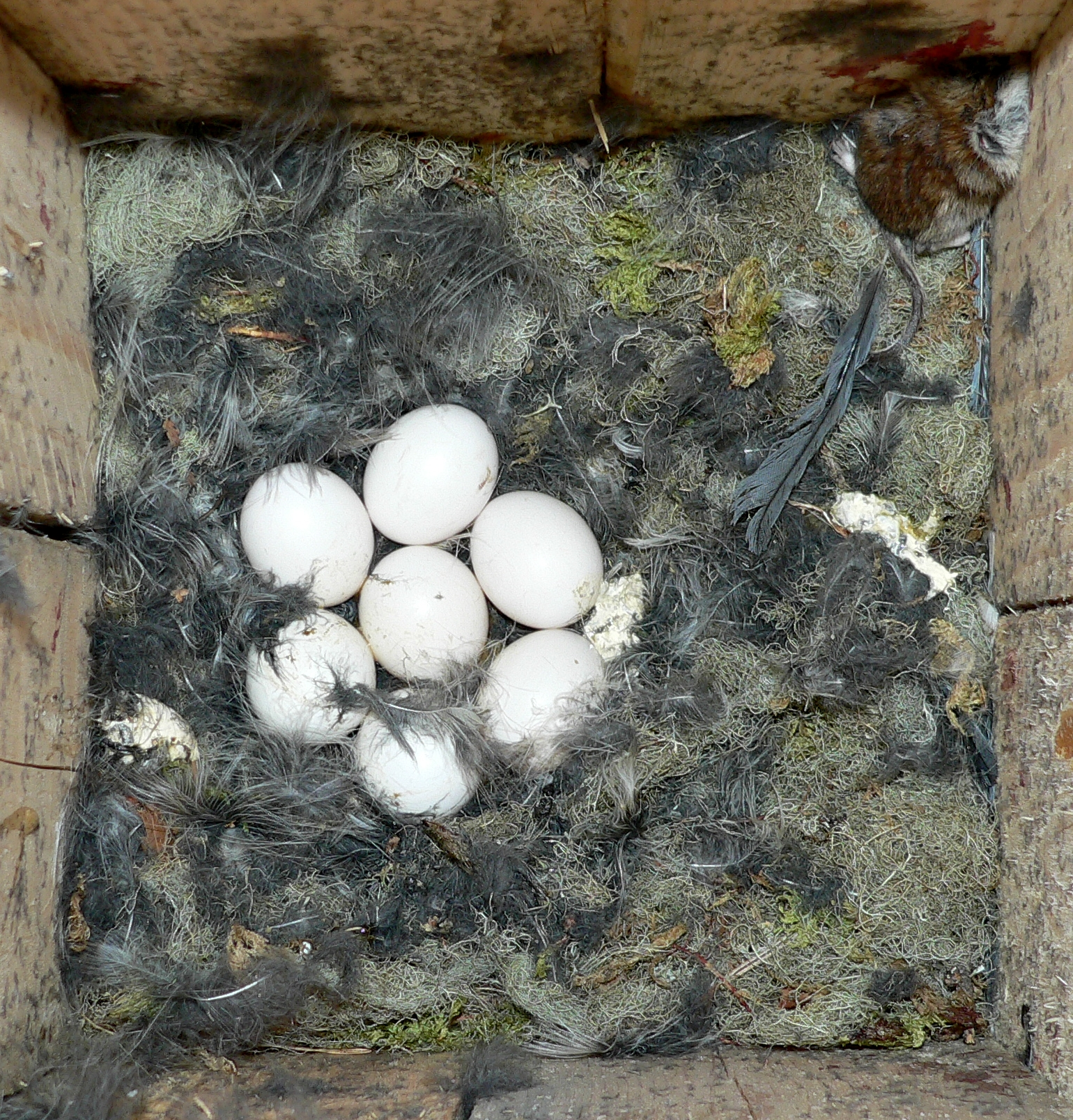
Gelege und Nahrungsdepot im Nistkasten

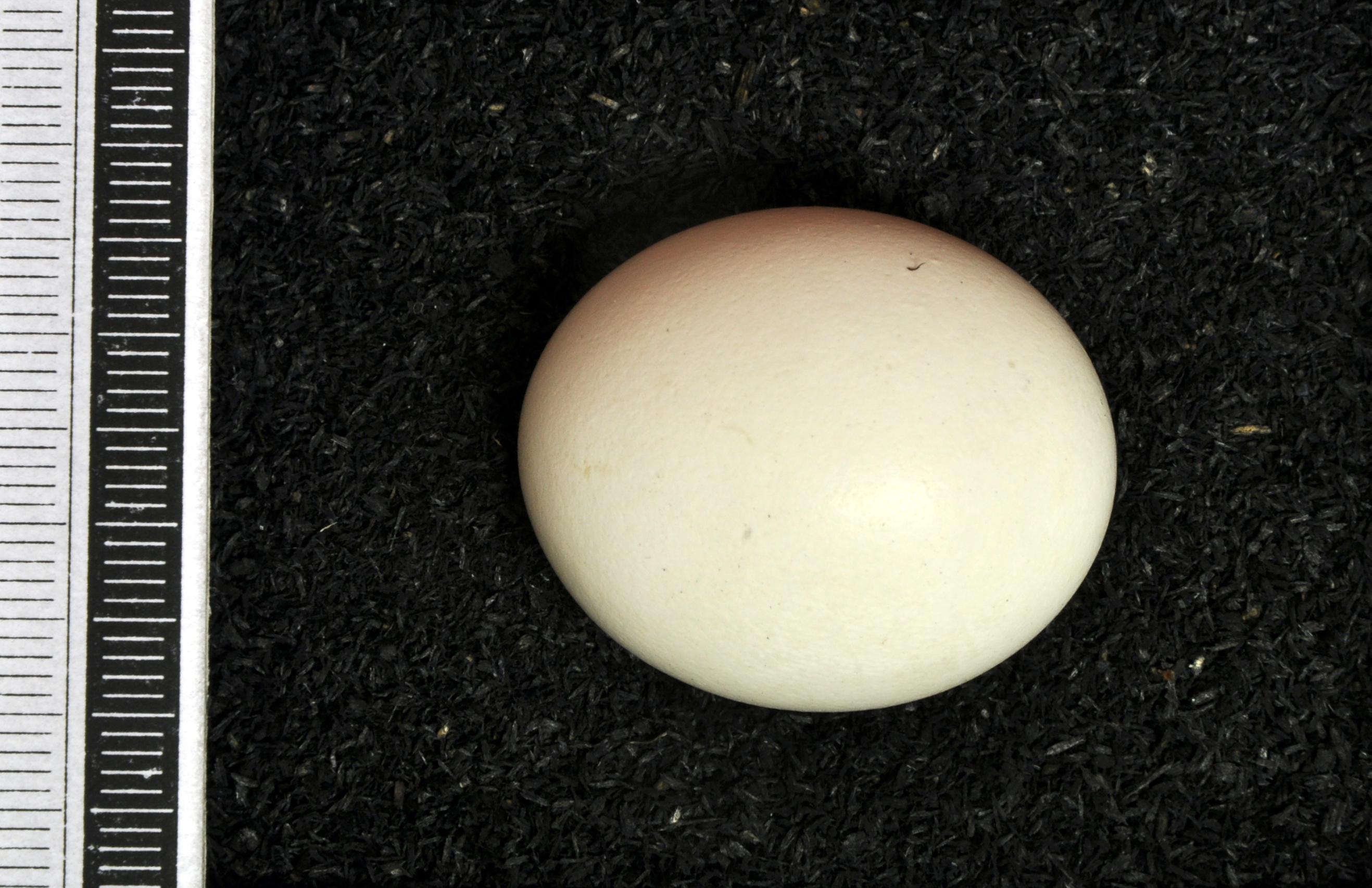
Ei, Sammlung Museum Wiesbaden

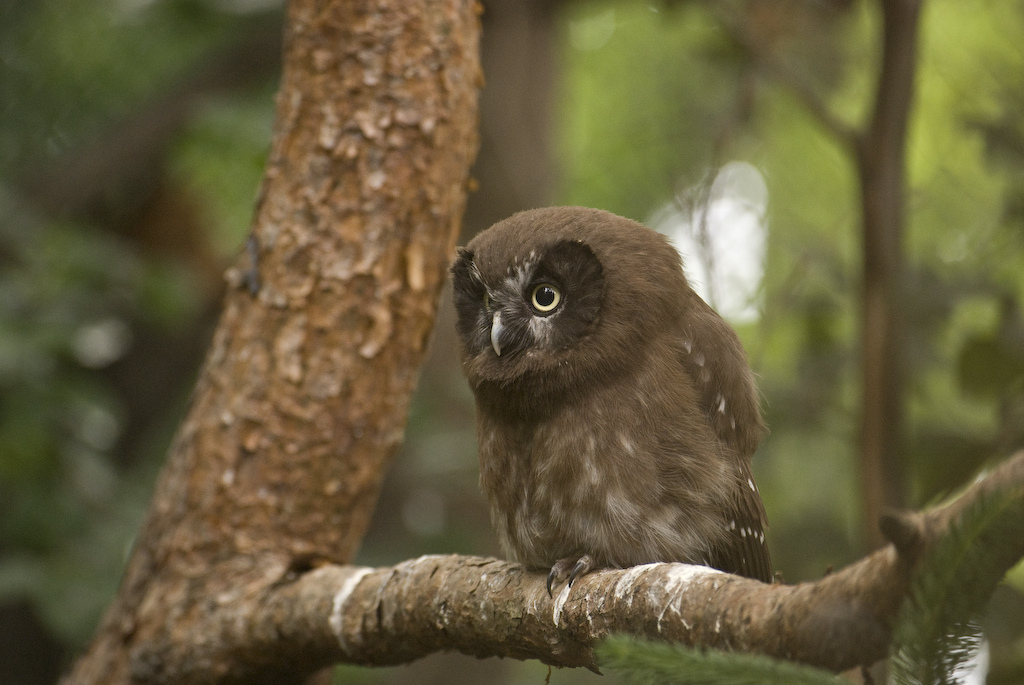
Flügger Jungvogel

Nach Eulenart wird die Nisthöhle für die Brut weder gesäubert, noch wird Nistmaterial eingetragen. Meist werden Schwarzspechthöhlen genutzt, doch nimmt der Raufußkauz auch geeignete Nistkästen an. Brutbeginn ist in Mitteleuropa meist Mitte März. Die Gelegegröße ist stark von der Nahrungsverfügbarkeit abhängig und liegt zwischen zwei und sieben Eiern. Es wurden aber auch Gelege mit 9 und mehr Eiern beobachtet. Nach etwa 33 Tagen verlassen die Jungen die Bruthöhle und werden als Ästlinge noch mindestens drei Wochen, meist aber bedeutend länger geführt. Spätestens mit der Herbstbalz löst sich der Familienverband auf und die Jungvögel dismigrieren.
Meist brüten Raufußkäuze nur ein Mal im Jahr, doch bei Gelegeverlust oder bei sehr günstigem Nahrungsangebot kommt es zu Zweitbruten, die auch verschachtelt sein können. Nicht selten verlässt das Weibchen die Jungen, wenn sie nicht mehr gehudert werden müssen, und brütet mit einem anderen Partner ein zweites Mal, manchmal recht weit vom ersten Brutstandort entfernt. In so einem Fall übernimmt dann das Männchen die weitere Aufzucht und Führung der Jungen (Polyandrie). Ebenso wurde aber auch Polygynie festgestellt. Die Paarbindung der Raufußkäuze geht über die Brutsaison, oft sogar über Teile der Brutdauer nicht hinaus. Zuweilen wurde aber auch die Wiederverpaarung zweier Brutpartner über Jahre hinweg beobachtet.

## Zugverhalten
Die mitteleuropäischen Vögel sind überwiegend Standvögel, wobei die Brutortstreue der Männchen wesentlich größer ist als die der Weibchen. Weibchen verstreichen auch während der Brutsaison über beträchtliche Entfernungen. Jungvögel dismigrieren in die nähere Umgebung. Nordeuropäische Populationen zeigen deutlich ausgeprägtere Wanderbereitschaft, die Mäusegradationen folgend auch Invasionscharakter annehmen kann. Brutvögel höherer Lagen suchen in besonders schneereichen Wintern tiefer gelegene Gebiete auf.

## Bestand und Bestandtrends
Der weltweite Bestand der Art wird auf 1,7 Mio. Individuen geschätzt. Trotz lokaler Schwankungen ist die Bestandsentwicklung weitgehend stabil. Der Bestand des Raufußkauzes wird von der IUCN mit LC (= least concern) bewertet.
Die Art hat in den letzten Jahrzehnten ihr Brutareal in Mitteleuropa bedeutend ausweiten können. Dies betrifft zum Beispiel Belgien, die Niederlande und Schleswig-Holstein, Niedersachsen und Brandenburg. Insbesondere hat sie von umfangreichen Schutzmaßnahmen, vor allem von der Anbringung von Nisthilfen, sowie der Ausweitung der Nadelholzanpflanzungen profitiert. Auch die milder werdenden Winter könnten zu einer Bestandvermehrung beigetragen haben. Heute schätzt man den mitteleuropäischen Gesamtbestand auf etwa 7.000 Brutpaare. In Polen und Tschechien wird der Raufußkauz auf den Roten Listen geführt, europaweit werden die Bestände jedoch mit „S“ (secure) eingestuft. Auf Grund der zuweilen recht niedrigen Gesangsaktivität sowie der oft sehr unzugänglichen Brutreviere wird der Raufußkauz eher zu den untererfassten Arten zu zählen sein, das heißt, die tatsächlichen Bestandszahlen könnten über den bei Birdlife angegebenen Zahlen liegen.

## Namensherleitung
Der Wortteil „Rau“ im Artnamen ist etwas unverständlich geworden, er hat nichts mehr mit der heutigen Bedeutung des Adjektivs „rau“ zu tun, das ursprünglich „haarig“, „befiedert“, pelzig bedeutete. Im Märchen Allerleirauh trägt das Mädchen ein Gewand aus verschiedenartigen Pelzen.
Nur im Ausdruck „Rauchwerk“ für Pelzwaren und in der jagdlichen Wendung „rauen“ für „mausern“ haben sich Reste erhalten. In der Vogelkunde wird diese Bezeichnung noch immer für Arten verwendet, deren Läufe bis zu den Zehen befiedert sind: Raufußhühner, Raufußbussard.
Aus dem antiken Griechenland sind einige Namen von Eulen überliefert. Es ist jedoch heute sehr schwierig und oft spekulativ, sie einer Art zuzuweisen; aigōliós ist eine dieser Bezeichnungen.
Als griechisches Fremdwort in der latinisierten Form aegolius wird der Name bereits in der Naturalis historia des Plinius (10,165) verwendet.
Der wissenschaftliche Artname funereus kann mit zur Bestattung gehörend, im weiteren Sinne auch unheilvoll übersetzt werden, und spiegelt den weit verbreiteten Volksaberglauben wider, Eulen seien Ankünder eines nahen Todes.

## Trivia
Die finnische Fußballnationalmannschaft der Frauen wird in Finnland „Raufußkäuze“ genannt.